# Бранко Поповић (сликар)
Бранко Поповић (Ужице, 15/27. јануар 1882 — Београд, 27. новембар 1944) био je српски сликар, ликовни критичар, професор и декан Техничког факултета Универзитета у Београду.

## Биографија
Рођен је Ужицу од оца Стојана, оснивача прве српске фабрике чоје и ћебади у Ужицу, и мајке Фемке. Од дванаесте године живео је у Београду. Завршио је 1905. Технички факултет у Београду. После тога је учио сликарство у Минхену у цртачкој школи Хајнриха Книра (1905—1906), затим на Уметничкој академији код Лудвига Хертериха (1906—1909) и у Паризу (1909—1912). Објавио је већи број критика, огледа и студија о уметности. Насликао је око 100 дела, од којих је 80 сачувано. Био је један од оснивача Уметничке групе „Облик“. Излагао је на заједничким изложбама у Паризу (1919), Филаделфији (1926), Лондону (1930), Риму (1937) и на 22. Бијеналу у Венецији (1940).
Учествовао је у Балканским ратовима, рањен је код Куманова, а такође је учествовао и у Првом светском рату. Као официр VII пешадијског пука добио је чин потпуковника. Добитник је ордена за храброст у Првом и Другом балканском рату и француског крста Легије части са палмама у Првом светском рату.
Изабран је 1914. за доцента на Техничком факултету. Био је архитекта и између два рата један од најпознатијих српских сликара. Уочи Другог светског рата био је декан Техничког факултета у Београду.
Био је члан Демократске странке. После слома Југославије, бива затворен у логору на Бањици као заговорник демократије. Успео је да се извуче и врати на функцију декана Техничког факултета. Одбио је да буде потписник Апела српском народу зашта су га касније комунисти теретили. Учествовао је у изради Српског цивилног плана са осталим српским интелектуалцима (Чајкановићем, С. Стефановићем и други).
У новембру 1944. године осуђен је и стрељан као народни издајник од стране комуниста и не зна се где је сахрањен. Том приликом је Политика 27. новембра објавила списак од 105 стрељаних, међу којима је било и његово име. Тада му је конфискована имовина. У његов стан и атеље у Кнез Михаиловој 24 уселио се сликар Ђорђе Андрејевић Кун.
По решењу Окружног суда у Београду рехабилитован је 2007. године. Изложбе његових радова организоване су: 1996. у Београду (у галерији САНУ), 1996. у Новом Саду (у ликовном салону огранка САНУ), 2004. у Ужицу (у Градској галерији) и 2011, 10. фебруара 2011. у галерији РТС и у Зрењанину у Народном музеју, 25. августа 2011.
Био је ожењен Дивном, рођеном Науновић са којом је имао три сина: Симеон, архитекта, Пријезда, адвокат и Боривоје, ТВ новинар.

## Галерија
- Портрет мушкарца са брадицом, 1908-1909
- Бранко Поповић: Девојка у природи (1910)
- Бранко Поповић: Др Х (1912)
- Бранко Поповић: Акт
- Бранко Поповић: Корчула у Далмацији (1925—1926)
- Бранко Поповић: Манастир Свети Наум (1931)